# Stadsprijs Geraardsbergen 1987
De 56e editie van de Belgische wielerwedstrijd Stadsprijs Geraardsbergen werd verreden op 29 september 1987. De start en finish vonden plaats in Geraardsbergen. De winnaar was Dirk Demol, gevolgd door Carlos Malfait en Michel Vermote.

## Uitslag
| Stadsprijs Geraardsbergen 1987 |                |                    |      |
| Plaats                         | Naam           | Ploeg              | Tijd |
| Winnaar                        | Dirk Demol     | ADR-Fangio-IOC-MBK |      |
| 2                              | Carlos Malfait | Isoglass           |      |
| 3                              | Michel Vermote | RMO-Liberia-Mavic  |      |

1912 · 1913 · 1914–1926 · 1927 · 1928–1932 · 1933 · 1934 · 1935 · 1936 · 1937 · 1938 · 1939 · 1940 · 1941 · 1942 · 1943 · 1944 · 1945 · 1946 · 1947 · 1948 · 1949 · 1950 · 1951 · 1952 · 1953 · 1954 · 1955 · 1956 · 1957 · 1958 · 1959 · 1960 · 1961 · 1962 · 1963 · 1964 · 1965 · 1966 · 1967 · 1968 · 1969 · 1970 · 1971 · 1972 · 1973 · 1974 · 1975 · 1976 · 1977 · 1978 · 1979 · 1980 · 1981 · 1982 · 1983 · 1984 · 1985 · 1986 · 1987 · 1988 · 1989 · 1990 · 1991 · 1992 · 1993 · 1994 · 1995 · 1996 · 1997 · 1998 · 1999 · 2000 · 2001 · 2002 · 2003 · 2004 · 2005 · 2006 · 2007 · 2008 · 2009 · 2010 · 2011 · 2012 · 2013 · 2014 · 2015 · 2016 · 2017 · 2018 · 2019 · 2020 · 2021 · 2022